# 永隆廣播電視台
永隆广播电视台（越南语：／），簡稱THVL，是越南一家以永隆省为主要播出地区的廣播電視播出機構，也是越共永隆省委、永隆省人民委员会的喉舌。廣播服務開始提供於1977年。電視服務開始提供於1984年。

## 历史沿革
永隆广播电视台的前身为九龙广播电台（Đài Phát thanh tỉnh Cửu Long），1977年12月22日，電台正式開播。1984年，九龙广播电台正式開始播出電視節目，并更名为九龙广播电视台，1986年，九龙广播电视台修筑了自己的电视发射机，以提高电视讯号在省内的覆盖率。1989年，该电视台安装了10千瓦无线电发射机，其无线电波可覆盖全省及邻近的省份。1991年12月26日，九龙省重新分设为永隆省和茶荣省，永隆广播电视台从九龙广播电视台析出，并于1992年开始播出广电节目。自2006年起，永隆广播电视台开始大幅提高广电节目自制率，并提出了“为观众提供其所需的服务，而不是为他们提供自己所拥有的服务”的口号。2008年，该台创立了自己的有线电视网THVLC，有80条国内外电视频道可供用户收视。2013年3月，永隆广播电视台获越南国家主席张晋创授予三级独立勋章。永隆广播电视台在近年加強了在網路上的投入，除開設官方YouTube頻道外，该台也推出了THVLi應用網站与流動應用程式，以在網路上實時播出自製的節目。2016年12月，永隆电视台關閉其地面類比電視頻道，改為數位化播放。

## 节目
永隆广播电视台是越南永隆省人民委员会直属的事业单位，承担全省广播电视的管理任务，该广播电视台由永隆省人民委员会举办，并接受越南之声广播电台、越南国家电视台等中央政府机关的专业技术指导。有资格组织编排制作广播电视节目，以服务越南共产党、越南各级政府的政治宣传。该台也跟越南其他省级广播电视台一样，在每天晚上7点转播越南国家电视台的《时事》新闻节目，该电视台还有自制的新闻节目《永隆时事》，以报道在地新闻。
除此之外，永隆电视台亦以播出本土电视剧、综艺节目见长。其中包括圍繞美食展开的影視作品《麵包王》、賀歲劇《田園過年》。2014年，该台开始播出波麗露系列節目《波麗露情歡歌》，令一度式微的波麗露在越南再度興起。永隆电视台主频THVL1在五大直辖市（海防市除外）以及湄公河三角洲诸省均具有较高的收视率，总体上仅次于越南国家电视台与胡志明市电视台。

## 频道列表
永隆广播电视台现拥有电视频道4条，广播电台频率1条。其电视频道亦已经透过有线电视系统覆盖越南全国大部分地区。

### 电视频道
| 頻道名稱              | 语言   | 广播格式                    | 啟播時間 | 備註   |
| 新闻综合频道（THVL1） | 越南语 | SD: PAL 576i 16:9 HD: 1080i |          | [ 17 ] |
| 综艺频道（THVL2）     | 越南语 | SD: PAL 576i 16:9 HD: 1080i |          | [ 18 ] |
| 影视频道（THVL3）     | 越南语 | SD: PAL 576i 16:9 HD: 1080i |          | [ 19 ] |
| 文旅频道（THVL4）     | 越南语 | SD: PAL 576i 16:9 HD: 1080i | 2019年   | [ 20 ] |

### 電台頻率
| 频道名称（广播） | 频率        | 参考   |
| ---------------- | ----------- | ------ |
| 新闻综合广播     | FM 90.2 MHz | [ 21 ] |